# Brownfield (Teksas)
Brownfield – miasto w Stanach Zjednoczonych, w stanie Teksas, siedziba hrabstwa Terry.

## Demografia
Według przeprowadzonego przez United States Census Bureau spisu powszechnego w 2010 roku miasto liczyło 9 657 mieszkańców. Natomiast skład etniczny w mieście wyglądał następująco: Biali 79,6%, Afroamerykanie 6,0%, Azjaci 0,2%, pozostali 14,2%.